# Jan Iwanek
Jan Piotr Iwanek (ur. 1952) – doktor habilitowany nauk humanistycznych, profesor nadzwyczajny Uniwersytetu Śląskiego w Katowicach, specjalista z zakresu systemów politycznych.

## Życiorys
W 1974 ukończył studia prawnicze na Wydziale Prawa i Administracji Uniwersytetu Śląskiego. W 1990 na Wydziale Nauk Społecznych Uniwersytetu Śląskiego na podstawie dorobku naukowego oraz rozprawy pt. Problemy Kanału Panamskiego w stosunkach bilateralnych między Panamą a Stanami Zjednoczonymi uzyskał stopień doktora habilitowanego nauk humanistycznych w dyscyplinie nauki o polityce w specjalności nauki o polityce.
W okresie od 1 września 1993 do 31 sierpnia 1999 był dziekanem Wydziału Nauk Społecznych Uniwersytetu Śląskiego w Katowicach, od 2002 pełni funkcję dyrektora Instytutu Nauk Politycznych i Dziennikarstwa Uniwersytetu Śląskiego w Katowicach. W latach 1991–1993 członek Komisji Ekspertów przy Ministrze Edukacji Narodowej, w latach 1996–1998, a następnie od 2011 członek Komitetu Nauk Politycznych Polskiej Akademii Nauk.
W 2010 katowickie biuro lustracyjne przy IPN skierowało do sądu wniosek w sprawie oświadczenia lustracyjnego Jana Iwanka, które ten złożył jako dyrektor instytutu na UŚ, kwestionując jego prawdziwość. Jan Iwanek miał w nim wskazać, iż był współpracownikiem organów bezpieczeństwa PRL, a jednocześnie zaprzeczyć współpracy ze Służbą Bezpieczeństwa, gdyż kontakty te miały charakter oficjalny. Prokurator uznał natomiast, że była to tajna i świadoma współpraca oparta na zobowiązaniu. Proces lustracyjny rozpoczął się we wrześniu 2010.
We wrześniu 2013 r. Sąd Okręgowy w Katowicach wydał nieprawomocne orzeczenie stwierdzające, iż profesor Uniwersytetu Śląskiego był tajnym współpracownikiem SB o pseudonimie Piotr, ale nie skłamał w oświadczeniu lustracyjnym.
Jan Piotr Iwanek od 1974 należał do PZPR.

## Publikacje

### Autor
- Problemy Kanału Panamskiego w stosunkach bilateralnych między Panamą a Stanami Zjednoczonymi, Katowice : UŚ, 1989.
- Polityka kulturalna i propaganda zagraniczna Stanów Zjednoczonych w Ameryce Łacińskiej, 	Katowice : UŚ, 1984.

### Redaktor
- Demokracja w dobie globalizacji, red. Iwanek, Mazur, 2006
- Ludzie - instytucje - idee : księga pamiątkowa dedykowana profesorowi dr. hab. Januszowi Sztumskiemu, 1997
- Oblicza decentralizmu, 1996
- Partie i systemy partyjne państw wysoko rozwiniętych, / Cz. 1 / 1994
- Zagadnienia ochrony praw konstytucyjnych obywateli, 1993.